# 伊什特萬二世

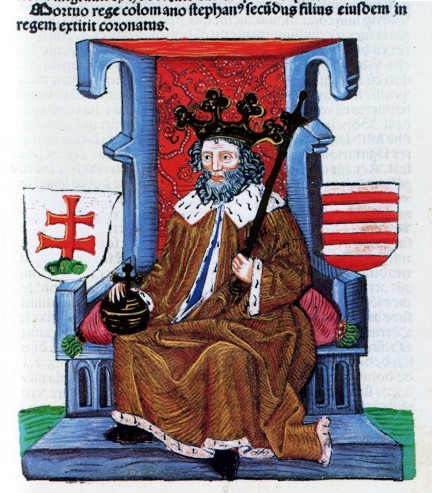
描繪在匈牙利編年史中的伊什特萬二世

伊什特萬二世（匈牙利語：II István;1101年—1131年），阿爾帕德王朝匈牙利及克羅地亞國王（1116年—1131年在位）。卡爾曼與其首任妻子西西利的菲莉西亞所生的長子，他有一位孿生弟弟拉斯洛。

## 早年
1105年，卡爾曼將4歲的兒子伊什特萬二世加冕為王，迫使他的弟弟阿爾莫什謀反。從1106年至1113年，阿爾莫什曾多次謀反。1113年，當阿爾莫什再次被發現謀反時，卡爾曼下令弄盲阿爾莫什與他的兒子貝拉，以確保伊什特萬二世順利繼承王位。卡爾曼臨終前，將阿爾莫什囚禁於他自己在德默什興建的修道院內。1116年2月3日，卡爾曼逝世，他的兒子伊什特萬二世繼承王位。

## 統治期間
1116年，伊什特萬二世於父親逝世30日後在塞克什白堡加冕為匈牙利國王。他首先聽從顧問的意見，與波希米亞公爵弗拉迪斯拉夫一世會面促使兩國關係改善。可惜談判破裂，兩國於5月13日大戰，匈牙利軍大敗而回。1117年至1118年，匈牙利軍大敗入侵達爾馬提亞的威尼斯共和國海軍，執政官兵敗被殺。可惜，新的執政官再次攻陷達爾馬提亞，最後雙方達成五年停火協議，匈牙利割讓達爾馬提亞。匈牙利最終於1124年再次奪回達爾馬提亞。1126年10月，匈牙利與波希米亞的關係亦於1125年堂妹夫索別斯拉夫一世（阿爾莫什的女婿）繼承爵位後得以緩和。

## 繼承問題
1125年，阿爾莫什因怕被伊什特萬二世殺害而逃至拜占庭帝國。皇帝約翰二世·科穆寧將他安置於馬其頓。兩國關係轉趨緊張。後來因為拜占庭人民殺害匈牙利商人，伊什特萬二世決定攻打拜占庭帝國，出兵前，因自己沒有後嗣，指定其外甥掃羅為繼承人。伊什特萬二世迅速攻入拜占庭帝國，攻陷貝爾格萊德及尼什等地，搜掠普羅夫迪夫等地後，率軍回匈牙利。1128年，約翰二世反攻，伊什特萬二世因重病不能出戰，約翰二世打敗匈牙利軍後，佔領了匈牙利最富庶的土地。其後伊什特萬二世康復，率軍收復失地。伊什特萬二世在波希米亞奧洛穆克公爵幫助下，再次入侵拜占庭帝國，攻陷布蘭尼切夫，並將其城堡拆去。約翰二世只好求和，雙方於1129年達成和約。
同年，當伊什特萬二世知道其堂弟貝拉二世並未死去時，他很高興並接他回國，賜托爾瑙為他的封地，並為他娶了塞爾維亞公主伊洛娜為妻。
1131年春天，伊什特萬二世逝世，他的指定繼承人掃羅亦於同年早前逝世。王位由貝拉二世繼承。
| 伊什特萬二世 阿爾帕德王朝出生于：1101年逝世於：1131年 | 伊什特萬二世 阿爾帕德王朝出生于：1101年逝世於：1131年 | 伊什特萬二世 阿爾帕德王朝出生于：1101年逝世於：1131年 |
| 統治者頭銜                                            | 統治者頭銜                                            | 統治者頭銜                                            |
| ----------------------------------------------------- | ----------------------------------------------------- | ----------------------------------------------------- |
| 前任者： 卡爾曼                                       | 匈牙利國王 1116年–1131年                              | 繼任者： 貝拉二世                                     |